# Orchesella intermedia
Orchesella intermedia is een springstaartensoort uit de familie van de Entomobryidae. De wetenschappelijke naam van de soort is voor het eerst geldig gepubliceerd in 1899 door Skorikow.